# Гришин, Василий Дмитриевич
Василий Дмитриевич Гришин (род. 6 августа 1954, Северодвинск, Архангельская область) — российский политический деятель. Депутат Государственной Думы второго созыва (1995—1999).

## Биография
С 1995 по 1999 гг. — депутат Государственной думы РФ от Архангельского одномандатного избирательного округа № 59. Был членом парламентского комитета по бюджету, налогам, банкам и финансам, входил в состав фракции КПРФ. В настоящее время — депутат Архангельского областного собрания, председатель комитета ОС по культуре и туризму.